# Графове и херцози на Анжу
Графът на Анжу е владетел на Графство Анжу, дадено за първи път от Карл II Плешиви през IX век на Робер Силния. Анжуйската династия е създадена с Ингелгер – франкски благородник, който получава половината от Графство Анжу от Луи II Заекващия и който заедно със синовете си е виконт на Анже. Неговият син Фулк I Червеният приема титлата „граф на Анжу“, както се вижда от две дарения, направени от него между 929 и 930 г.  В този период титлата „граф“ му е окончателно и официално призната от неговия господар, херцогът на франките и граф на Париж Хуго Велики.
Графството скоро става независимо както от херцога на франките, така и от кралете на франките. Първо Каролингите, а по-късно Капетингите, въвлечени във войните срещу викингите, не успяват да се наложат над графовете на Анжу. Графството остава независимо, докато Филип II от Франция не се възкачва на престола около 270 години по-късно.
Мъжкият клон на мъжките потомци на Ингелгер (Първи анжуйски дом) завършва със смъртта на Годфроа II Анжуйски през 1060 г. без наследници. През 1060 г. той, тъй като е болен, изоставя титлите си, оставяйки ги на племенниците си – графа на Гатине Годфроа III Брадатия и брат му Фулк IV Злонравния. Графството премина към женския клон (Втори анжуйски дом). Всъщност двамата наследници на Годфроа II са синове на една от неговите сестри – Ерменгарда Анжуйска „Бялата“, която през 1035 г. се омъжва за Жофроа II († 1043/5), граф на Гатине. Техните потомци след Годфроа V Анжуйски са запомнени с името Плантагенети, които стават суверени на Англия и продължават да включват Графство Анжу сред своите владения, докато през XIII век Кралство Франция не го поставя под свой контрол.
След 1360 г. титлата става херцог на Анжу и традиционно се дава на членове на управляващите къщи Валоа и Бурбон.
Титлата е държана от Фелипе V от Испания преди възкачването му през 1700 г. Оттогава някои испански легитимисти, претенденти за френския трон, носят титлата дори до наши дни, както и един племенник на орлеанския претендент.

## Графове на Анжу

### Робертини
| Изображение | Име                | управление | раждане      | смърт        | баща                 | майка            | брак             |
| ----------- | ------------------ | ---------- | ------------ | ------------ | -------------------- | ---------------- | ---------------- |
|             | Робер Силни        | 861 – 866  | вероятно 820 | 866          | Роберт III фон Вормс | Валдрада         | Аделхайд Елзаска |
|             | Одо, грaф на Париж | 866 – 898  | 860 / 865    | 3 януари 898 | Робер Силни          | Аделхайд Елзаска | Теодрада от Троа |

### Първи анжуйски дом: Ингелгеринги
| Изображение | Име                     | управление  | раждане         | смърт           | баща                    | майка                 | брак                                                              |
| ----------- | ----------------------- | ----------- | --------------- | --------------- | ----------------------- | --------------------- | ----------------------------------------------------------------- |
|             | Ингелгер                | 870 – 898   | 845             | 888             | Тертулий                | Петронила             | Адела от Амбоаз                                                   |
|             | Фулк I Червения         | 898 – 941   | ок. 870         | 942             | Ингелгер                | Адела от Амбоаз       | Розалия от Лош                                                    |
|             | Фулк II Добрия          | 942 – 958   | ок. 905         | 960             | Фулк I Червения         | Розалия от Лош        | Герберга                                                          |
|             | Годфроа I Сивата мантия | 958 – 987   | ок. 940         | 21 юли 987      | Ингелгер                | Герберга              | Адела от Вермандоа и Аделхайд от Шалон                            |
|             | Фулк III Черни          | 987 – 1040  | 970             | 21 юни 1040     | Годфроа I Сивата мантия | Адела от Вермандоа    | Елизабет от Вандом и Хилдегарда от Зундгау                        |
|             | Годфроа II Мартел       | 1040 – 1060 | 14 октомври1006 | 14 ноември 1060 | Фулк III Черни          | Хилдегарда от Зундгау | Агнес Бургундска, Грейс от Ланже, Адела от Блоа и Аделхайд Немска |

### Втори анжуйски дом: Гатине-Анжу и Плантагенети
- Годфроа III Брадати (1060 – 1067)
- Фулк IV Злонравни (1067 – 1109)
- Жофроа IV, управлява съвместно с баща си, Фулк IV (1098–1106)
- Фулк V Млади (1109 – 1129), крал на Йерусалим (1131 – 1143)
- Жофроа V Плантагенет (1129 – 1151)
- Хенри II (1151 – 1189), също крал на Англия (1154 – 1189)
- Ричард Лъвското сърце (1189 – 1199), също крал на Англия
- Артур Бретански (1199 – 1203), също херцог на Бретан (1187 – 1203)
- Джон I Безземни (1203 – 1204)

### Капетинги и Анжуйци
През 1204 г. Анжу попада в ръцете на Филип II от Франция и впоследствие отива при Жан Тристан, син на Луи VIII от Франция, който умира момче през 1232 г. без наследници.
- Жан Тристан Френски (1219 – 1232)
- Шарл I Анжуйски (1246 – 1285)
- Шарл II Куция (1285 – 1290)
- Маргарита Анжуйска (1290 – 1297)

### Валоа и Валоа-Анжуйци
През 1290 г. Маргарита Анжуйска се омъжва за Шарл III дьо Валоа, син на Филип III от Франция, който става граф на Анжу чрез женитба.
- Шарл (1290 – 1325)
- Филип I (1325 – 1332), също крал на Франция (1328 – 1350)
- Жан II (1332 – 1356)
- Луи I (1356 – 1360)

## Херцози на Анжу
През 1360 г. графовете на Анжу стават херцози.

### Дом Валоа или Валоа-Анжу
- Луи I (1360 – 1383)
- Луи II Валоа-Анжу (1383 – 1417)
- Луи III (1417 – 1434)
- Рене Добрия (1434 – 1480), също крал на Йерусалим и херцог на Прованс
- Шарл V (1480 – 1481)

След смъртта на Шарл V херцогството се връща към краля на Франция. Подобно на това, което се случва в Англия с титлата „херцог на Йорк“, притежателят на Херцогство Анжу не може да предава титлата (с изключение на първото създаване), така че те или умират бездетни, или наследяват трона. Титлата „херцог на Анжу“ е в ръцете на Филип, един от внуците на Луи XIV от Франция, докато той не се възкачи на престола като Филип V от Испания. Оттогава някои испански легитимисти, претендиращи за френския трон, носят титлата до наши дни, както и някои претенденти, придържащи се към Орлеанизма.

### Херцози на Анжу апанажисти
не се използва (1481 – 1515)
Савойска династия
- Луиза Савойска (1515 – 1531)

не се използва (1531 – 1551)
Валоа-Ангулем
- Анри III дьо Валоа (1551 – 1576), крал на Франция (1574 – 1589)
- Франсоа Еркюл дьо Валоа (1576 – 1584), граф на Алансон

не се използва (1584 – 1608)
Бурбони
- Гастон I Орлеански (1608 – 1626), също херцог на Орлеан

не се използва (1626 – 1640)
Бурбон-Орлеан
- Филип I Орлеански (1640 – 1660), също херцог на Орлеан

не се използва (1660 – 1668)
Бурбони
- Филип-Шарл дьо Бурбон-Орлеански (1668 – 1671)

не се използва (1671 – 1672)
- Луи-Франсоа дьо Бурбон-Орлеански (1672)

не се използва (1672 – 1683)
- Филип II (1683 – 1700), крал на Испания (1700 – 1724; 1724 – 1726) като Фелипе V

не се използва (1700 – 1710)
- Луи XV (1710 – 1712)

не се използва (1712 – 1730)
- Филип Луи (1730 – 1733)

не се използва (1733 – 1755)
- Луи XVIII (1755 – 1795), крал на Франция (1814 – 1824)

### Херцози на Анжу без законно създаване (1883 – понастоящем)
След смъртта на Анри дьо Бурбон-Френски на 24 август 1883 г. само потомците на Филип V от Испания остават да представляват мъжката линия на херцогството. Най-възрастните от тях, карлистите, претенденти за трона на Испания, също станават най-високопоставените представители на Капетингите. Някои от тях използват титлата „херцог на Анжу“ като титла от любезност.
- Хайме III дьо Бурбон и Бурбон-Парма (1909 – 1931)
- Алфонсо-Карлос (1931 – 1936), херцог на Сан Хайме

Със смъртта на Алфонсо старшинството от капетински произход преминава към изгнаника Алфонсо XIII от Испания. През 1941 г. Алфонсо е наследен от сина си Хайме Енрике де Бурбон и Батемберг и според френските легитимисти той е де юре техен крал като потомък на Луи XIV. Следователно Хайме приема титлата „херцог на Анжу“.
- Хайме Енрике де Бурбон и Батемберг (1941–1975)
- Алфонсо дьо Бурбон-Дампиер (1975–1989)
- Луис-Алфонсо дьо Бурбон-Дампиер (1989 – понастоящем)